# Kleanthis Karamichas
Kleanthis Karamichas (griechisch Κλεάνθης Καραμίχας; * 25. April 1988 in Ioannina) ist ein ehemaliger griechischer Biathlet und Skilangläufer. Er lebt in Metsovo, trainierte in Anilio Metsovo und startete für EOS Metsovou, wo der Student von Timoleon Tsourekas trainiert wurde.

## Werdegang

### Biathlon
2003 begann er mit dem Biathlonsport und gehört seit diesem Jahr auch dem Nationalkader Griechenlands an, seit 2005 nimmt er an internationalen Rennen teil. Im Skilanglauf nahm er zunächst an mehreren unterklassigen FIS-Rennen teil, seit 2008 an Rennen des Balkan Cups und des Rollerski-Weltcups. In der Gesamtwertung des Rollerski-Weltcups 2010 belegte er den 48. Platz. Bei den Nordischen Skiweltmeisterschaften 2013 im Val di Fiemme erreichte er den  125. Platz über 15 km Freistil und den 117. Rang im Sprint. Im Februar 2014 wurde er griechischer Meister in der Disziplin Sprint. Seinen ersten Auftritt im Skilanglauf-Weltcup hatte er im Februar 2015 in Östersund. Dort belegte er den 90. Platz über 15 km Freistil. Im selben Monat errang er bei den Nordischen Skiweltmeisterschaften 2015 in Falun zusammen mit Apostolos Angelis den 28. Platz im Teamsprint.
Im Biathlonsport bestritt Karamichas seine ersten Rennen im Rahmen des Junioren-Europacups. Bei den Biathlon-Juniorenweltmeisterschaften 2007 in Martell belegte der Grieche die Plätze 76 im Einzel und 85 im Sprint, 2009 in Canmore wurde er sowohl in Sprint wie auch im Einzel 68. Dazwischen nahm er an den Juniorenrennen auf Skirollern der Sommerbiathlon-Weltmeisterschaften 2008 in der Haute-Maurienne teil und wurde 44. des Sprints und 41. der Verfolgung.
Bei den Männern debütierte Karamichas 2006 bei einem Europacup-Sprint, dem späteren IBU-Cup in Obertilliach, wo er 109. wurde. Nur wenig später konnte er als 81. in Cesana San Sicario in einem Einzelrennen erstmals unter die besten 100 laufen. 2009 erreichte er als Neuntplatzierter eines Sprints in Bansko nicht nur erstmals die Punkteränge, sondern eine Platzierung unter den besten Zehn. Seine ersten internationalen Meisterschaften wurden die Biathlon-Europameisterschaften 2007 in Bansko. Karamichas belegte die Plätze 60 im Einzel und 67 im Sprint. In Östersund gab er 2009 sein Debüt im Biathlon-Weltcup und wurde 130. des Einzeltrennens. Bei den Sommerbiathlon-Weltmeisterschaften 2011 in Nové Město na Moravě kam Rang 52 im Sprint hinzu. Im Verfolgungsrennen wurde Karamichas überrundet und konnte somit den Wettbewerb nicht mehr beenden. Mit Panagiota Tsakiri, Christina Kiourkenidou und Ioannis Nimpitis wurde er zudem im Staffelrennen als überrundete Staffel Neunter. Bei den Biathlon-Weltmeisterschaften 2012 in Ruhpolding kam er auf den 125. Platz im Einzel. Im folgenden Jahr errang er bei den Biathlon-Weltmeisterschaften in Nove Mesto den 135. Platz im Sprint und den 127. Platz im Einzel. Im März 2015 erreichte er bei den Biathlon-Weltmeisterschaften in Kontiolahti den 124. Platz im Einzel und den 117. Rang im Sprint.

### Skilanglauf
Im Januar 2005 startete Karamichas erstmals bei FIS-Rennen in Pigadia. Bei den Griechischen Meisterschaften 2008 in Metsovo wurde er 23. im Sprint. Im Sommer 2008 startete er auch erstmals im Rollerski-Junioren-Weltcup. Ein Jahr später gab er in Naoussa sein Debüt im Rollerski-Weltcup. Mit Platz 13 im Bergauf sammelte er auf Anhieb erste Weltcup-Punkte. Ein Jahr später lief er in Thessaloniki erstmals unter die besten zehn. Am 4. Februar 2011 gab er sein Debüt im Skilanglauf-Balkan-Cup. Auf seiner Heimstrecke in Metsovo überzeugte er in der Folge mit drei Top-10-Platzierungen. Im Februar 2012 startete er auch erstmals bei Rennen im Balkan Cup außerhalb von Griechenland und lief auch in Cheile Grădiștei in die Top 10. Bei den Nordischen Skiweltmeisterschaften 2013 im Val di Fiemme startete Karamichas im Sprint und über 15 km, kam aber nicht unter den besten 100 Läufer ins Ziel. Im Dezember 2013 startete er erstmals im Alpencup, kam aber in St. Ulrich nicht über Rang 76 hinaus. Im Februar 2014 wurde er Griechischer Meister im Sprint. Über 10 km lief er als Fünfter ins Ziel. Ein Jahr später gewann er Silber an gleicher Stelle im Sprint. Kurz zuvor am 15. Februar 2015 gab er im schwedischen Östersund sein Debüt im Skilanglauf-Weltcup. Als 90. blieb er ohne Punkterfolg, startete aber eine Woche später bei den Weltmeisterschaften in Falun im Teamsprint mit Apostolos Angelis. Nach dem Ausscheiden im Halbfinale wurde das Duo am Ende Letzter der Wertung. Im Sommer 2015 gelang es Karamichas erneut, sich im Rollerski-Weltcup zu platzieren und wurde am Ende 74. der Gesamtwertung. Im Januar 2016 kam er in Nové Město na Moravě zu einem erneuten und letztem Weltcup-Einsatz, blieb aber mit dem 83. Platz erneut weit hinter den Erwartungen zurück. Ein Jahr später startete er bei den Weltmeisterschaften 2017 in Lahti. Im Sprint belegte er nach dem Scheitern in der Qualifikation am Ende den 125. Platz. Drei Wochen später gewann er in Pigadia erneut Silber bei den nationalen Meisterschaften. Bei den Weltmeisterschaften 2019 in Seefeld in Tirol kam er auf den 106. Platz im Sprint und bei den Weltmeisterschaften 2021 in Oberstdorf auf den 141. Platz im Sprint sowie auf den 140. Rang über 15 km Freistil.

## Biathlon-Weltcup-Platzierungen
Die Tabelle zeigt alle Platzierungen (je nach Austragungsjahr einschließlich Olympische Spiele und Weltmeisterschaften).
- 1.–3. Platz: Anzahl der Podiumsplatzierungen
- Top 10: Anzahl der Platzierungen unter den ersten zehn (einschließlich Podium)
- Punkteränge: Anzahl der Platzierungen innerhalb der Punkteränge (einschließlich Podium und Top 10)
- Starts: Anzahl gelaufener Rennen in der jeweiligen Disziplin
- Staffel: inklusive Mixed- und Single-Mixed-Staffeln

| Platzierung         | Einzel | Sprint | Verfolgung | Massenstart | Staffel | Gesamt |
| ------------------- | ------ | ------ | ---------- | ----------- | ------- | ------ |
| 1. Platz            |        |        |            |             |         |        |
| 2. Platz            |        |        |            |             |         |        |
| 3. Platz            |        |        |            |             |         |        |
| Top 10              |        |        |            |             |         |        |
| Punkteränge         |        |        |            |             |         |        |
| Starts              | 4      | 4      |            |             |         | 8      |
| Stand: Karriereende |        |        |            |             |         |        |